# Omphale vulgaris
Omphale vulgaris är en stekelart som beskrevs av Christer Hansson 1996. Omphale vulgaris ingår i släktet Omphale och familjen finglanssteklar.
Artens utbredningsområde är Costa Rica. Inga underarter finns listade i Catalogue of Life.